# 오가반도 단층대
오가반도 단층대는 일본 아키타현 오가반도의 오가시를 기점으로 북북동쪽으로 약 30km에 이르는 활단층이다. 사루가와 단층(일본어: 申川断層)이라고도 부르며, 조사가 이루어지지 않은 단층대이다.
단층의 메커니즘은 주향이동성 우수향 역단층이며, 대표적인 지진으로는 1939년 5월 1일 경 발생한 모멘트 규모 Mw 6.9의 오가 지진(男鹿地震)이 있다.